# Station Ahlten (Han)
Station Ahlten (Han) (Haltepunkt Ahlten (Han)) is een spoorwegstation in de Duitse plaats Ahlten, in de deelstaat Nedersaksen. Het station ligt aan de spoorlijn Hannover - Lehrte.

## Indeling
Het station heeft één zijperron, welke niet is overkapt maar voorzien van abri's. Het perron is te bereiken vanaf de straat Misburger Weg, waar zich ook een parkeerplaats en fietsenstalling bevindt. De bushalte van het station bevindt in de straat Zum Großen Freien. 

## Verbindingen
Het station is onderdeel van de S-Bahn van Hannover, die wordt geëxploiteerd door DB Regio Nord. De volgende treinseries doen het station Ahlten aan:
| Serie | Treinsoort             | Route                                           | Bijzonderheden |
| ----- | ---------------------- | ----------------------------------------------- | -------------- |
| S3    | S-Bahn (DB Regio Nord) | Hannover Hbf – Ahlten – Lehrte – Hildesheim Hbf |                |
| S7    | S-Bahn (DB Regio Nord) | Hannover Hbf – Ahlten – Lehrte – Celle          |                |

Hannover Hbf ·
Hannover-Kleefeld ·
Hannover Karl-Wiechert-Allee · 
Hannover-Anderten-Misburg ·
Ahlten (Han) ·
Lehrte ·
Hämelerwald ·
Vöhrum ·
Peine ·
Woltorf ·
Sierße ·
Vechelde ·
Groß Gleidingen ·
Broitzem ·
Braunschweig Hauptbahnhof